# Music in My Heart
Music in My Heart (br Melodias do Meu Coração) é um filme norte-americano de 1940, do gênero musical, dirigido por Joseph Stanley e estrelado por Tony Martin e Rita Hayworth.
Music in My Heart é o primeiro musical de Rita Hayworth pra a Columbia Pictures. O filme foi indicado ao Oscar de Melhor Canção Original por "It's a Blue World", composta por Chet Forrest e Bob Wright.

## Sinopse
Enquanto ensaia para um musical na Broadway, o ator europeu Robert Gregory apaixona-se pela corista Patricia O'Malley. Ela corresponde, ainda que deva casar-se com Charles Gardner, um milionário. O romance fica em perigo quando Robert recebe a notícia de que pode ser deportado para seu país de origem. Contudo, acaba salvo pelo maestro Andre Kostelanetz, que o transforma em uma sensação do rádio.

## Premiações
| Patrocinador                                  | Prêmio | Categoria              | Situação |
| --------------------------------------------- | ------ | ---------------------- | -------- |
| Academia de Artes e Ciências Cinematográficas | Oscar  | Melhor Canção Original | Indicado |

## Elenco
| Ator/Atriz        | Personagem        |
| ----------------- | ----------------- |
| Tony Martin       | Robert Gregory    |
| Rita Hayworth     | Patricia O'Malley |
| Edith Fellows     | Mary              |
| Alan Mowbray      | Charles Gardner   |
| Eric Blore        | Griggs            |
| George Tobias     | Sascha            |
| Andre Kostelanetz | Andre Kostelanetz |
| Joseph Crehan     | Mark C. Gilman    |
| George Humbert    | Luigi             |
| Joey Ray          | Miller            |
| Don Brodie        | Taxista           |
| Eddie Kane        | Blake             |
| Phil Tead         | Marshall          |
| Marten Lamont     | Barrett           |

## Literatura
- Albagli, Fernando (1988). Tudo Sobre o Oscar. Rio de Janeiro: EBAL. ISBN 8527200155
- Filho, Rubens Ewald (2003). O Oscar e Eu. São Paulo: Companhia Editora Nacional. ISBN 8504006069
- Maltin, Leonard (2010). Classic Movie Guide, segunda edição (em inglês). Nova Iorque: Plume. ISBN 9780452295773